# Jaroslav Kosov
Jaroslav Kosov, född 5 juli 1993 i Magnitogorsk, Tjeljabinsk oblast, är en rysk professionell ishockeyspelare som spelar för Avangard Omsk i KHL.